# レニンゲン
レニンゲン（ドイツ語: Lenningen）は、ドイツ連邦共和国バーデン＝ヴュルテンベルク州シュトゥットガルト行政管区のエスリンゲン郡に属す町村（以下、本項では便宜上「町」と記述する）である。この町は、キルヒハイム・ウンター・テックの南約 10 km に位置している。この町はシュトゥットガルト地方（1992年まではミッテレラー・ネッカー地方）およびシュトゥットガルト大都市圏に属す。郡内で3番目に広い自治体である。レニンゲンはその全域がシュヴェービシェ・アルプ・バイオスフィアおよびUNESCOのジオパーク・シュヴェービシェ・アルプの一部になっている。

## 地理

### 位置
レニンゲンはシュヴェービシェ・アルプ周縁部の海抜 397 m から 827 m に位置している。町内でグーテンベルガー川（または白ラウター川）とシュラットシュタラー川（または黒ラウター川）が合流してラウター川となる。ラウター川は町境から約 13 km 北西でネッカー川に注ぐ。
町域は、2つの川の谷全域とラウター川上流部の谷を包含しており、西は白ラウター川とラウター川の上流の谷端までである。ホーホヴァング地区を含む広さ 1/4 km2 の北西に突き出した海抜約 700 m のアルプ高地の部分だけが、谷の左岸にあたる西側に位置している。白ラウター川右岸の高台の南端、海抜約 750 m にショプフロホ地区がある。右岸側ではこの他に、ラウター川の谷とリンダハ川の谷との間の大部分がこの自治体に属している。しかしこの付近には、小集落クレプスシュタインとわずかな住居が点在するだけである。町域の大部分は集落が疎らで、上述以外の集落はいずれも谷に位置している。ブルッケンは、北西のテックと南西のバースガイゲとの間、アウエンの南東近く、ラウター川が町域から流れ出す町の北西端に位置している。谷を遡ると、エーニスバッハ川とケレンタールが合流してラウタータールが広がり尾根の上にズルツブルク城趾がそびえる付近にウンターレニンゲン地区が、トーベルタール、シュマルタール、ヒルシュタールが合流して谷がわずかに広がった部分にこの町の最も大きな集落オーバーレニンゲン地区がある。白ラウター川の谷の東端にグーテンベルクがあり、狭い黒ラウター川の谷に小さなシュラットシュタル地区がある。

### 隣接する市町村
レニンゲンは、東はヴィーゼンシュタイク（ゲッピンゲン郡）、南はレーマーシュタインおよびグラーベンシュテッテン（ともにロイトリンゲン郡）、西はエルケンブレヒツヴァイラー、北西はアウエン、北はビシンゲン・アン・デア・テックおよびナイトリンゲン（いずれもエスリンゲン郡）と境を接している。

### 自治体の構成
レニンゲンは、ブルッケン、ウンターレニンゲン、オーバーレニンゲン、ホーホヴァング、シュラットシュタル、グーテンベルク、ショプフロホの7つのオルツタイル（地区）で構成されている。これらはかつて、グーテンベルク、オーバーレニンゲン、シュラットシュタル、ショプフロホ、ウンターレニンゲンの5つの独立した自治体であった。地区の公式な名称は地区名と同じである。これらは、バーデン＝ヴュルテンベルク州自治体法に基づくヴォーンベツィルク（居住区）を形成しており、さらにグーテンベルク地区とショプフロホ地区は、バーデン＝ヴュルテンベルク州自治体法が規定する地区議会と地区長を有するオルツタイルである。かつての自治体グーテンベルクには、グーテンベルク集落とクレプスシュタイン小集落および離散した集落であるアウフ・デム・ハイリゲンベルク、シュペルバーゼック、ブルク・ヴュルシュタインが含まれる。旧オーバーレニンゲンにはオーバーレニンゲン集落とホーホヴァング集落および離散した集落ブルク・ヴィーラントシュタインが属していた。旧シュラットシュタルはシュラットシュタル集落からなっていた。旧ショプフロホにはショプフロホ集落とハルプレヒトハウスおよびトルフグルーベが含まれた。旧ウンターレニンゲンにはレニンゲン集落とブルッケン集落およびブルク・ディーポルツブルク、エンゲホーフ農場、離れたブルク・ズルツブルクが属していた。

### 土地利用
2020年現在のこの町の用途別土地面積および占有率は以下の通りである。
| 用途         | 面積 (ha) | 占有率 (%) |
| ------------ | --------- | ---------- |
| 住宅用地     | 166       | 4.0        |
| 商工業用地   | 49        | 1.2        |
| レジャー用地 | 12        | 0.3        |
| 交通用地     | 184       | 4.4        |
| 農業用地     | 1876      | 45.3       |
| 森林         | 1732      | 41.8       |
| 水域         | 13        | 0.3        |
| その他       | 111       | 2.7        |
| 合計         | 4143      | 100.0      |

## 歴史

### 概要

#### 石器時代から中世まで
レニンゲンの町域では、石器時代からすでに定住が営まれていた。この事は石斧や陶片といった出土品を手がかりに証明されている。青銅器時代、ケルト時代、ローマ時代からも数多くの品が発見されている。現在の連邦道465号線は、ケンゲンとドンシュテッテン（レーマーシュタイン）とを結んでいたかつてのローマ街道に沿って通っている。紀元後300年頃からアレマン人がローマのアグリ・デクマテスに侵入した。レニンゲン町内にも多くの列状墳墓墓地や鉄鋳造跡が存在する。中世期にはこの地域はシュヴァーベン公領に属し、この頃に現在の町の原型となる集落の中心が形成されていった。村々は12世紀にはテック公領となり、1837年にヴュルテンベルク伯に割譲された。これによりこの集落群はアルトヴュルテンベルクの一部となりキルヒハイムのアムト（地方行政単位）に含まれた。

#### 近世、近代
1534年に福音主義信者のウルリヒ公は、現在のレニンゲンの町域に含まれる村を含めたヴュルテンベルク全域に Cuius regio, eius religio（領主の信仰が領民の信仰）の原則に基づき、福音主義への改宗を命じた。1806年に建国されたヴュルテンベルク王国の新しい行政体制の適用により、村々はオーバーアムト・キルヒハイムに属すこととなった。ナチ時代のヴュルテンベルクの行政改革で1938年にはニュルティンゲン郡に編入された。1945年にアメリカ管理地区の一部となり、これに伴い新設されたヴュルテンベルク＝バーデン州に属した。この州は1952年に現在のバーデン＝ヴュルテンベルク州となった。バーデン＝ヴュルテンベルク州の郡再編によりこの町を構成する旧町村はエスリンゲン郡に属した。
自治体レニンゲンは、1975年1月1日に、それまで独立した町村であったグーテンベルク、オーバーレニンゲン（ホーホヴァングとシュラットシュタルを含む）、ショプフロホ、ウンターレニンゲン（ブルッケンを含む）が合併して成立した。

### 地区

#### ブルッケン
ブルッケンは1123年に初めて文献に記録され、1937年にウンターレニンゲンに合併した。ブルッケンの人口は1,035人である（2018年12月31日現在）。

#### グーテンベルク
1285年にグーテンベルクの最初の文献記録が遺されている。1360年に都市権を得た。15世紀に、オーバーレニンゲンと同様に、シュタープ（下位の行政機関）の所在地となり、ショプフロホもこれに属していた。三十年戦争で住民が大幅に減少し、都市権も失われた。しかし行政機関の所在地の地位は保持した。聖ニコライ教区教会は1865年から建設が始まり、1866年7月15日に完成した。建設費は2万グルデンで、グーテンベルク、クレプスシュタイン、シュラットシュタルが分担した。1858年以降13人が牧師を務めた。グーテンベルクの人口は708人である（2018年12月31日現在）。
旧牧師館は1784年に教会建築家のルートヴィヒスブルクのヴィルヘルム・フリードリヒ・ゲッツによって建設されたもので、現在は旅館となっている。

#### ホーホヴァング
第二次世界大戦後、レニンゲンの谷は旧ドイツ東部領土（かつてのチェコスロヴァキア、ユーゴスラビア、ハンガリー）から逐われた人々や難民の避難所となった。彼らは暫定的な措置として地元の家庭に短期間寄宿した。レニンガー・タールの住居建設プロジェクトによる避難民の定住は、地形を完全に造成しなければ達成できず、スペースの点で不可能であった。しかしこうした労働力の大量流入は、この谷の工業企業にとって不利益ではなかったため、1951年にこうした人々が暮らすための住宅を設ける建築案ハウス・ショイフェレンが熱心に検討された。ショイフェレン製紙工場の経営協議会代表者であったカール・バウアーは、オーバーレニンゲン町が隣のエルケンブレヒツヴァイラー町から、町境を接するアルプ高地の土地を購入し、そこに住宅地建設を行うというアイデアを決定した。
エルケンブレヒツヴァイラーからの土地公購入に関する交渉を有利に開始するために、まずオーバーレニンゲンからホーホヴァングへの道路建設を計画した。この計画はうまくゆき、クラウス・ショイフェレン（製紙工場の経営指導者）とカール・バウアーは望む土地を手に入れた。その後最後の課題であった新しい住宅地のための水道整備がなされ、計画が始動した。
建設計画や住居設計のコンペを経て建設が開始した。計画の運用は、製紙工場が人件費や管理費用を負担する自主組合に委託された。レニンガー・タール郷土建設組合 eGmbH はボランティアの職員のみで構成され、施主は金銭的な負担を負わなかった。
ホーホヴァングへの道路建設には高度差 250 m を克服する必要があり、2年半の間に100人を超える臨時労働者によって10万立方メートルもの土や岩が取り除かれた。1954年にこの新しい道路を最初の車がホーホヴァルトに向かって走行した。住宅建設は1952年9月に始まり、2か月後に最初の上棟式が行われ、1年も経たないうちに最初の家族が入居した。1971年にレニンガー・タール郷土建設組合がニュルティンゲン郡建設組合と合併するまでに、312戸184軒の家、62軒のガレージ、3軒の商業施設が建設され、契約総額は約920万ドイツマルク（470万ユーロ）に達した。当時ホーホヴァングの住民は、1/3が地元出身者、2/3が故郷を逐われた人であった。サッカー、スキー、音楽のクラブが設立され、早くから幼稚園、学校、教会、町役場の支所が建設されたことが良好な共同生活にとって有利に働いた。ホーホヴァングの人口は698人である（2018年12月31日現在）。

#### オーバーレニンゲン
オーバーレニンゲンは1100年頃に Lenningen として初めて文献に記録された。この集落はテック公領に属したが、1386年にヴュルテンベルクに割譲された。オーバーレニンゲンは、当時最も下位の行政機関であったシュタープの所在地であり、ブルッケン、シュラットシュタル、ウンターレニンゲンをも管轄していた。シュレスレ・オーバーレニンゲンは、シリング・フォン・カンシュタットの貴族館であった。ラウター川沿いの高台にあり、古い町の中心部を見下ろすこの建造文化財はオーバーレニンゲンの町の景観の主要部分を形成している。オーバーレニンゲンの人口は2,707人である（2018年12月31日現在）。

#### シュラットシュタル
シュラットシュタルの最初の文献記録は1384年になされている。この集落はオーバーレニンゲンのシュタープに属し、1971年1月1日にオーバーレニンゲンに合併した。シュラットシュタルの人口は173人である（2018年12月31日現在）。

#### ショプフロホ
ショプフロホは1152年に文献に記録されている。合併して現在のレニンゲンを形成する以前は独立した町村であったが、15世紀からグーテンベルクのシュタープに属していた。三十年戦争でこの集落は大変大きな被害を受け、人口は100人から40人にまで減少した。現在の人口は711人である（2018年12月31日現在）。

#### ウンターレニンゲン
ウンターレニンゲンは元々はオーバーレニンゲンと一体であった。両者は1353年に分割され、1975年になって現在のレニンゲンの形成によりオーバーレニンゲンと再統合された。ウンターレニンゲンの人口は2,296人である（2018年12月31日現在）。

1683年頃にアンドレアス・キーザーが描いた集落絵図
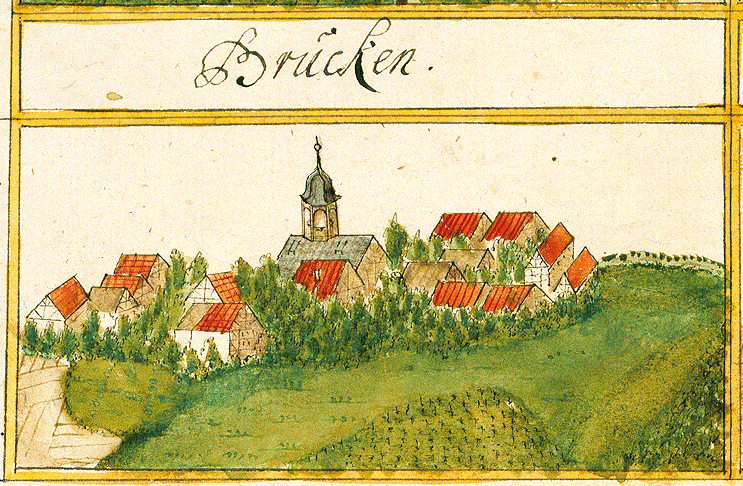
ブルッケン
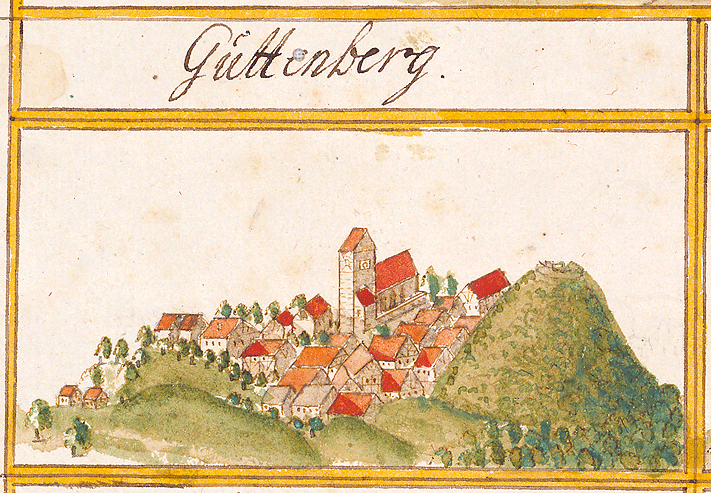
グーテンベルク
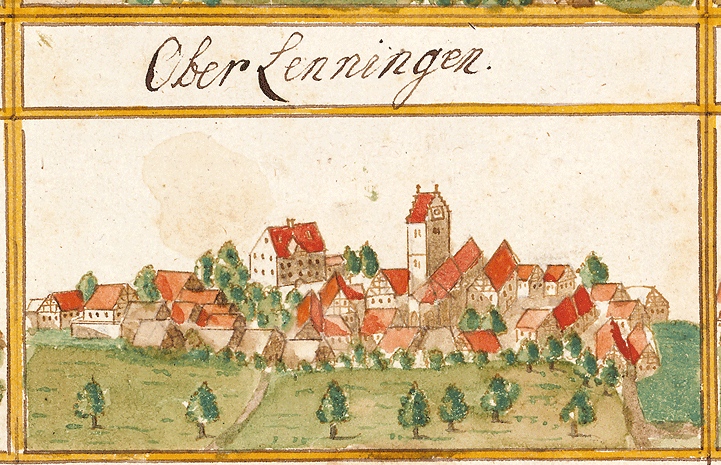
オーバーレニンゲン
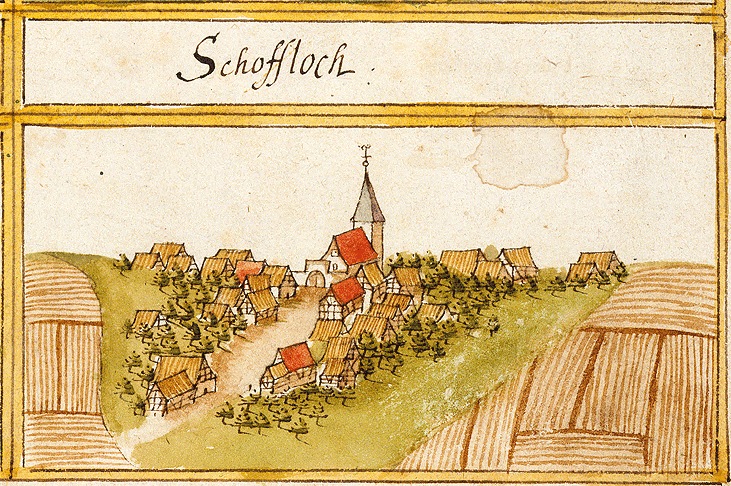
ショプフロホ
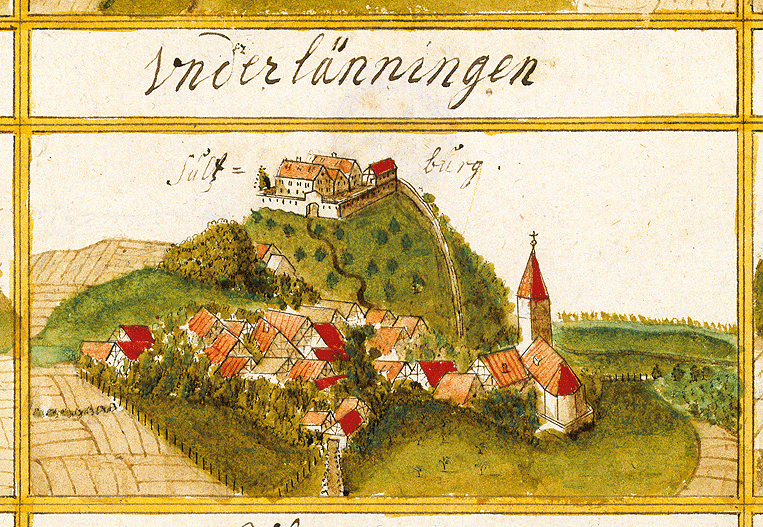
ウンターレニンゲン

## 住民

### 宗教
宗教改革以後、現在のレニンゲンの集落では福音主義が主流である。アムトの教会の他に、ブルッケンには、同じくヴュルテンベルク福音主義州教会に属すリーベンツェル教会の支部教会がある。オーバーレニンゲンではローマ＝カトリックの教会が再び創設されている。この他にオーバーレニンゲンとブルッケンにそれぞれ新使徒教会が存在している。

### 人口推移
| 年   | 人口（人） |
| ---- | ---------- |
| 1871 | 3,294      |
| 1880 | 3,384      |
| 1890 | 3,264      |
| 1900 | 3,375      |
| 1910 | 3,722      |
| 1925 | 3,779      |
| 1933 | 4,077      |

| 年   | 人口（人） |
| ---- | ---------- |
| 1939 | 4,255      |
| 1950 | 5,756      |
| 1961 | 6,860      |
| 1970 | 7,667      |
| 1975 | 7,775      |
| 1980 | 7,777      |
| 1985 | 7,710      |

| 年   | 人口（人） |
| ---- | ---------- |
| 1990 | 8,721      |
| 1995 | 8,848      |
| 2000 | 8,679      |
| 2005 | 8,572      |
| 2010 | 8,177      |
| 2015 | 8,026      |
| 2020 | 8,246      |

数値はバーデン＝ヴュルテンベルク州統計局による。1870年までは人口調査結果、1975年からは各年12月31日現在の推定値である。

## 行政

### 行政連合
レニンゲンは、エルケンブレヒツヴァイラーおよびアウエンとともにレニンゲン自治体行政連合を形成している。

### 議会
レニンゲンでは、町議会議員は Unechte Teilortswahl という選挙方式で選出される。この方法では超過議席によって議員数が変化する。2019年5月26日の選挙後の議員数は18人（前回と変わらず）である。町議会はこれらの選出された議員と議長を務める町長で構成される。町長は町議会において投票権を有している。

### 首長
ミヒャエル・シュレヒトは、2015年3月の選挙で 83.39 % の支持票を獲得して3期目の当選を果たした。彼は1999年から町長を務めている。

### 紋章
図柄: 黒と金の斜め市松模様の基部。主部は青地で、銀のセイヨウボダイジュの枝が8の字型に交差し、左右両側に3枚ずつ銀の葉をつけている。
レニンゲンの紋章は、1975年の自治体合併後にデザインされた。旗の色は黄 - 青である。基部のテックの菱形はテック公領であった構成地区共通の歴史的背景を想起させる。セイヨウボダイジュの枝は、グーテンベルクとウンターレニンゲンのかつての紋章にボダイジュが描かれていたことに由来し、絡まり合った形が各地区の連携を象徴している。

### 姉妹自治体
- プイイ＝アン＝オオワ（フランス語版、英語版）（フランス、コート＝ドール県）1988年[18]

## 経済と社会資本

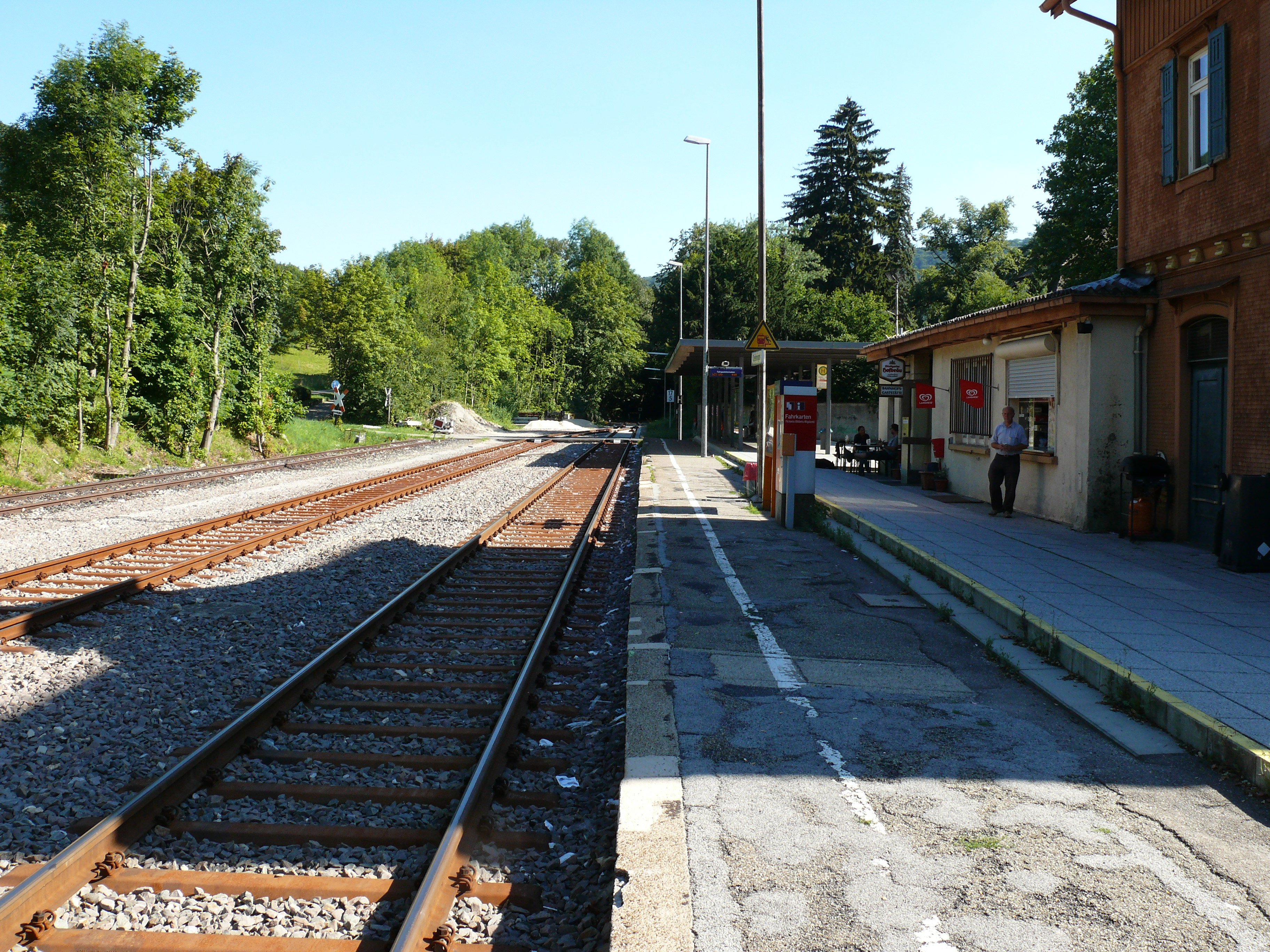
オーバーレニンゲン駅

### 交通
ヴェンドリンゲンからキルヒハイム（テック）を経由したテック鉄道はオーバーレニンゲンを終点としている。王立ヴュルテンベルク邦有鉄道はウンターレニンゲンおよびオーバーレニンゲンの駅舎を1899年に Typ IIa もしくは IIIa の統一様式で建設した。現在は1時間間隔でDBレギオのレギオナルバーンが運行している。町内にはオーバーレニンゲン、ウンターレニンゲン、ブルッケンの3つの駅がある。
レニンゲンではテック鉄道と並行して連邦道465号ビーベラハ - キルヒハイム線が通っている。この道路と経由して約 8 km 北にある連邦アウトバーン8号シュトゥットガルト - ミュンヘン線のキルヒハイム（テック）東インターチェンジにアクセスすることができる。

### 地元企業
長い間この町最大の雇用主は全国的に知られたショイフェレン製紙工場であった。この工場は1773年に建造された製紙水車から1855年に発展したものであった。この会社は2019年に経営破綻し、何度もの人員削減の波を経て残っていた最後の75人の職場も完全に失われた。

### 教育
オーバーレニンゲンのカール＝エアハルト＝ショイフェレン学校センターには本課程学校1校、実科学校1校、養護学校1校が存在する。この他にグーテンベルク、オーバーレニンゲン、ショプフロホ、ウンターレニンゲン（ブルッケンに分校あり）にそれぞれ1校基礎課程学校がある。シュラットシュタルの基礎課程学校児童はオーバーレニンゲンの学校で、ホーホヴァングの児童はエルケンブレヒツヴァイラーの学校の方が近いためここで学んでいる。また、レニンゲンには幼稚園が8園、合わせて14グループが存在する。

## 文化と見所

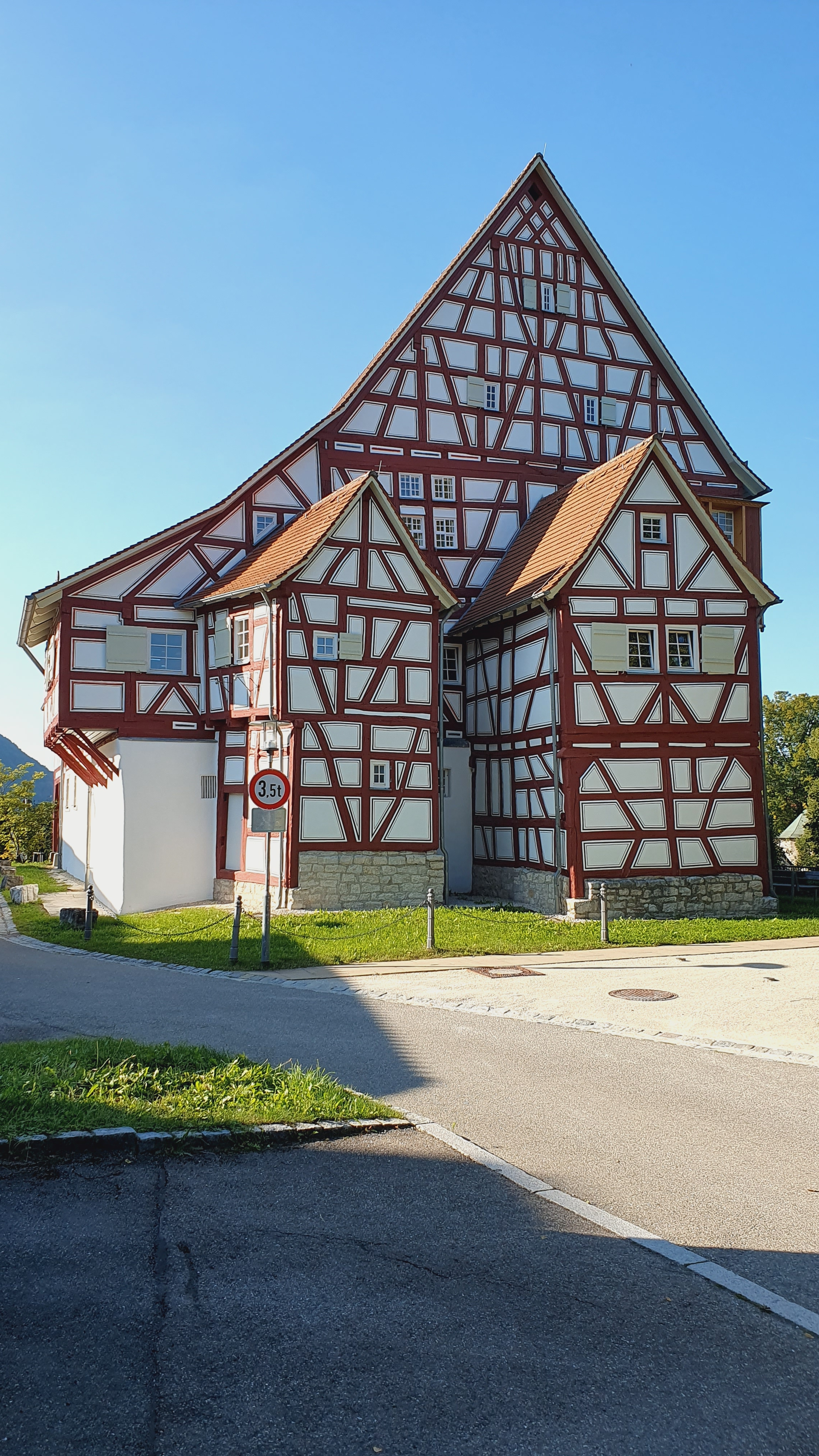
紙と文芸の博物館が入居するシュレスレ・オーバーレニンゲン

### 博物館
レニンゲンには紙と文芸の博物館がある。この博物館はオーバーレニンゲンの「シュレスレ」と呼ばれるかつての貴族の館に入居している。同じ建物内には、2万点のメディア（2021年現在）を収蔵する町立図書館も入居している。

### 建築
ズルツブルク城趾は、ラウタータールからそびえるウンターレニンゲンの高台にある。ヴィーラントシュタインの岩山の上にはヴィーラントシュタイン城趾がある。

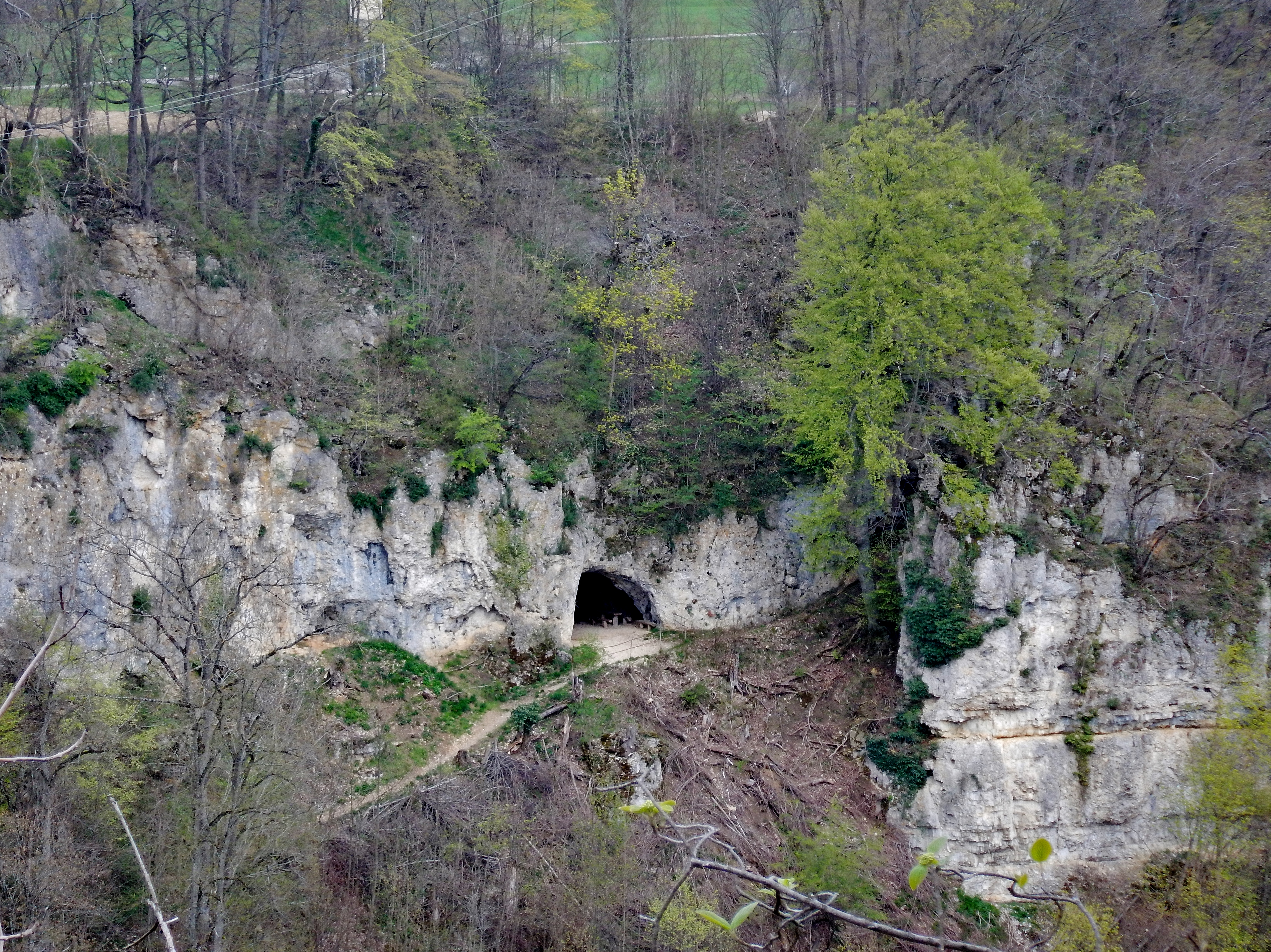
グーテンベルガー洞窟の入り口

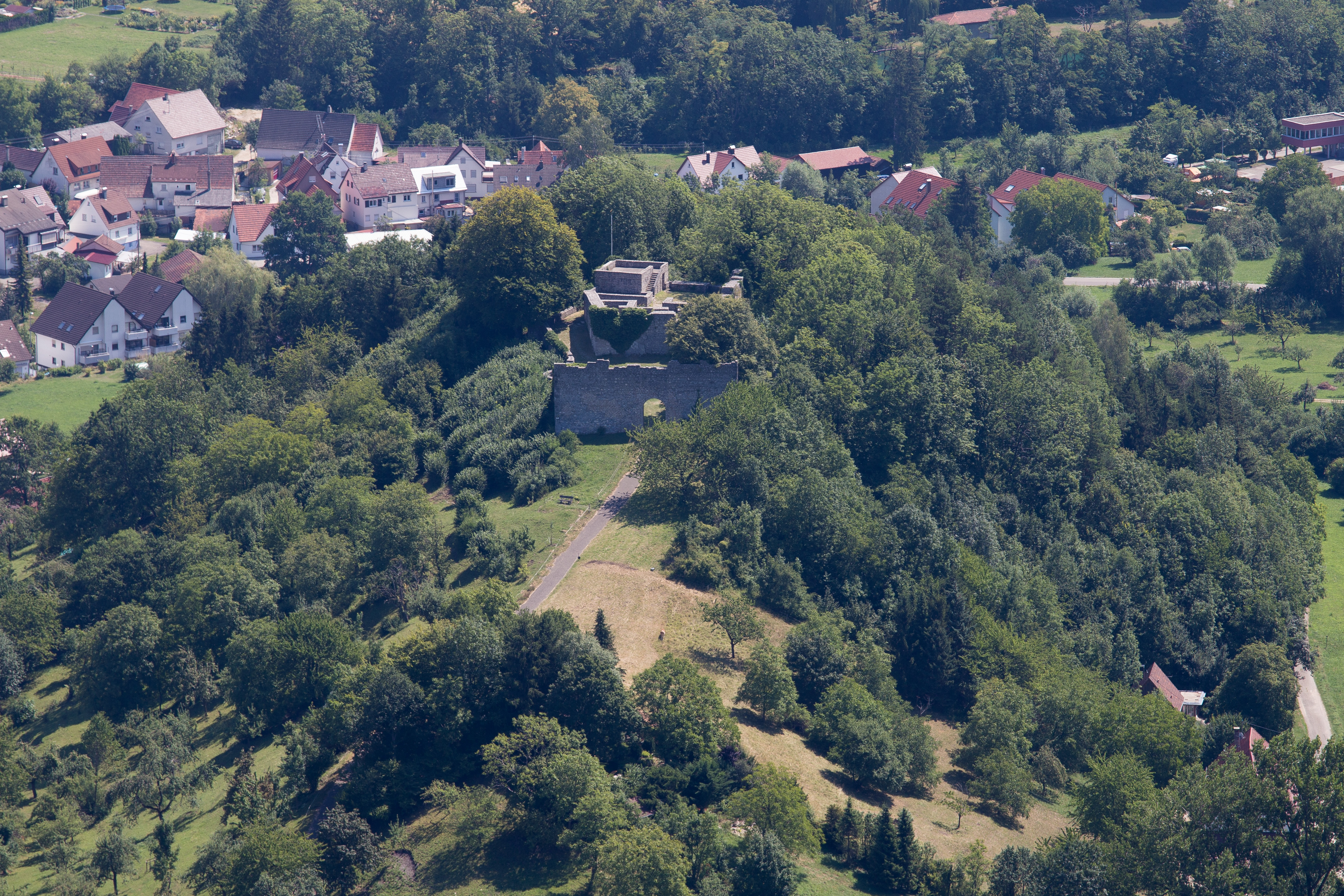
ズルツブルク城址。麓はウンターレニンゲン地区
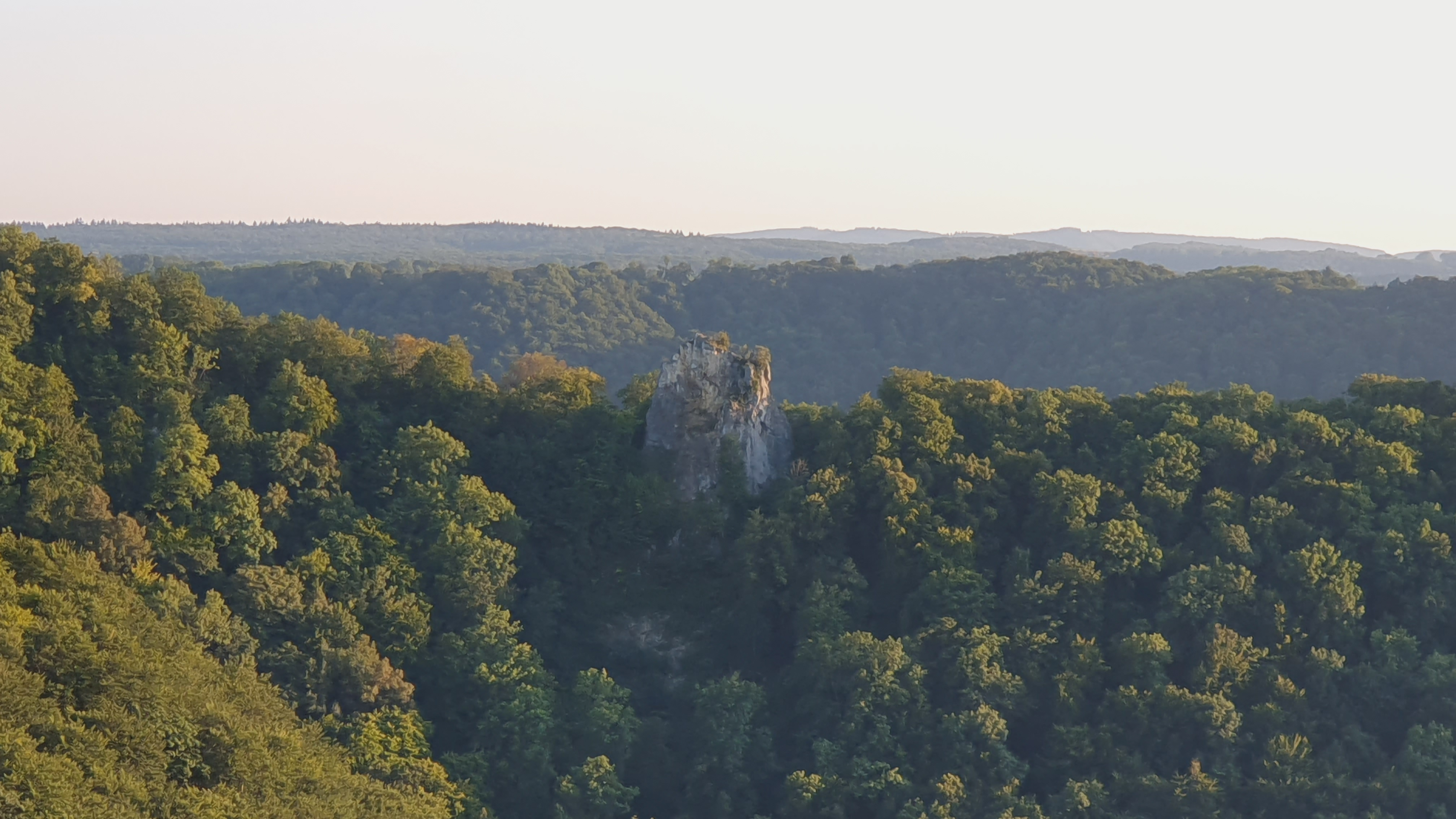
ヴィーラントシュタイン城址

### 自然文化財
レニンゲン町内には8本の樹木と21箇所の自然文化財が存在する。ショプフロホ近くに、ショプフロハー・アルプ自然保護センターがある。この保護センターはラウスター社の閉鎖されたジュラ大理石採石場に設けられた自然文化財地区の端にある。
隣町のグラーベンシュテッテンとの町境近くには、風化した洞窟ケッセルフィンケンロッホや、ウラッハ＝キルヒハム火山地区に属す第三紀の噴火口がある。
グーテンベルク地区には、グースマンス洞窟やグーテンベルガー洞窟（ともに2016年から シュヴェービシェ・アルプUNESCOジオパークのジオポイントに指定されている）、ショプフロホ地区にはショプフロハー泥炭地がある。グースマンス洞窟とグーテンベルガー洞窟とのほぼ中間の高台にヴォルフスシュルフト洞窟がある。

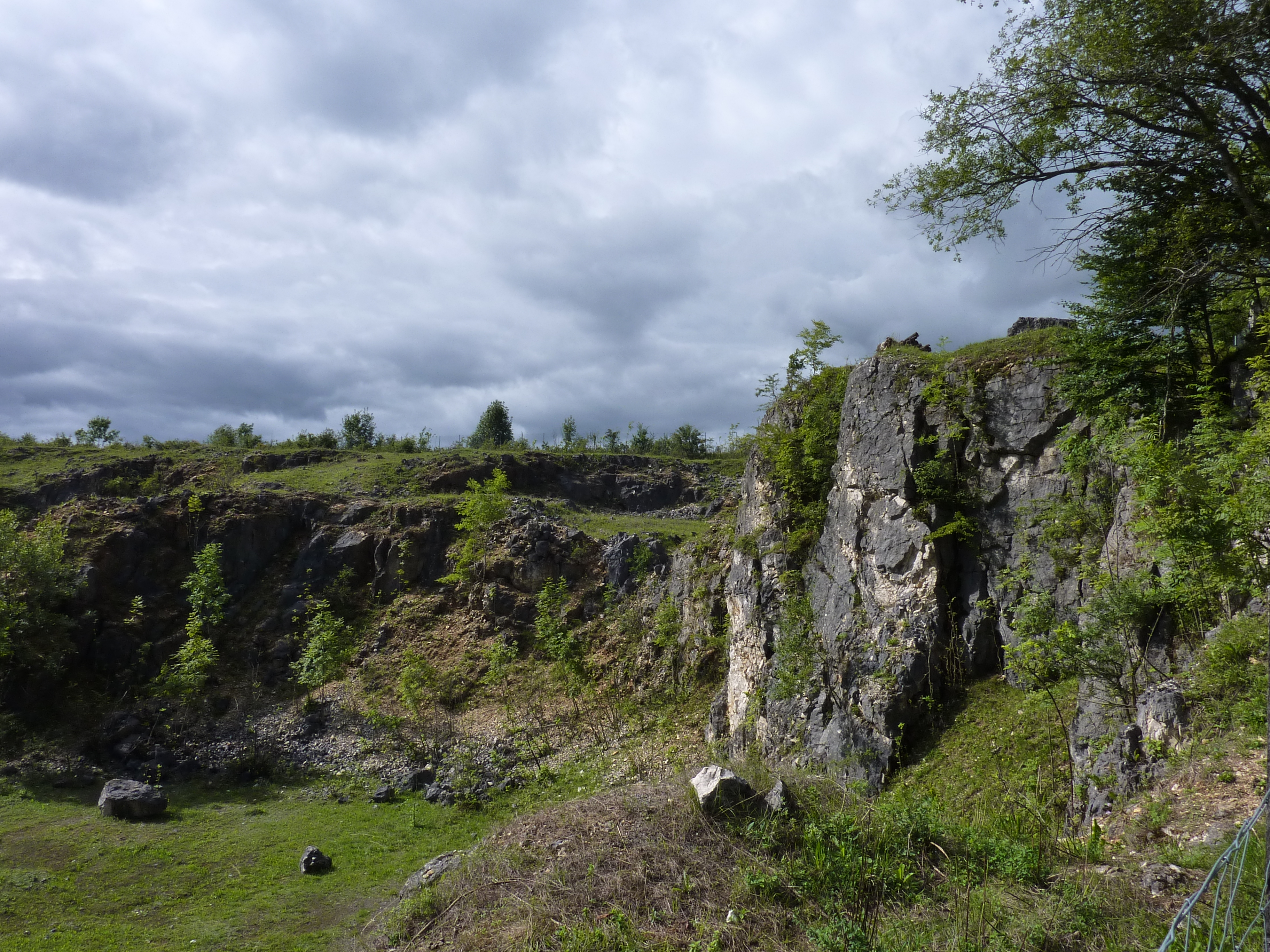
旧ラウスター社採石場
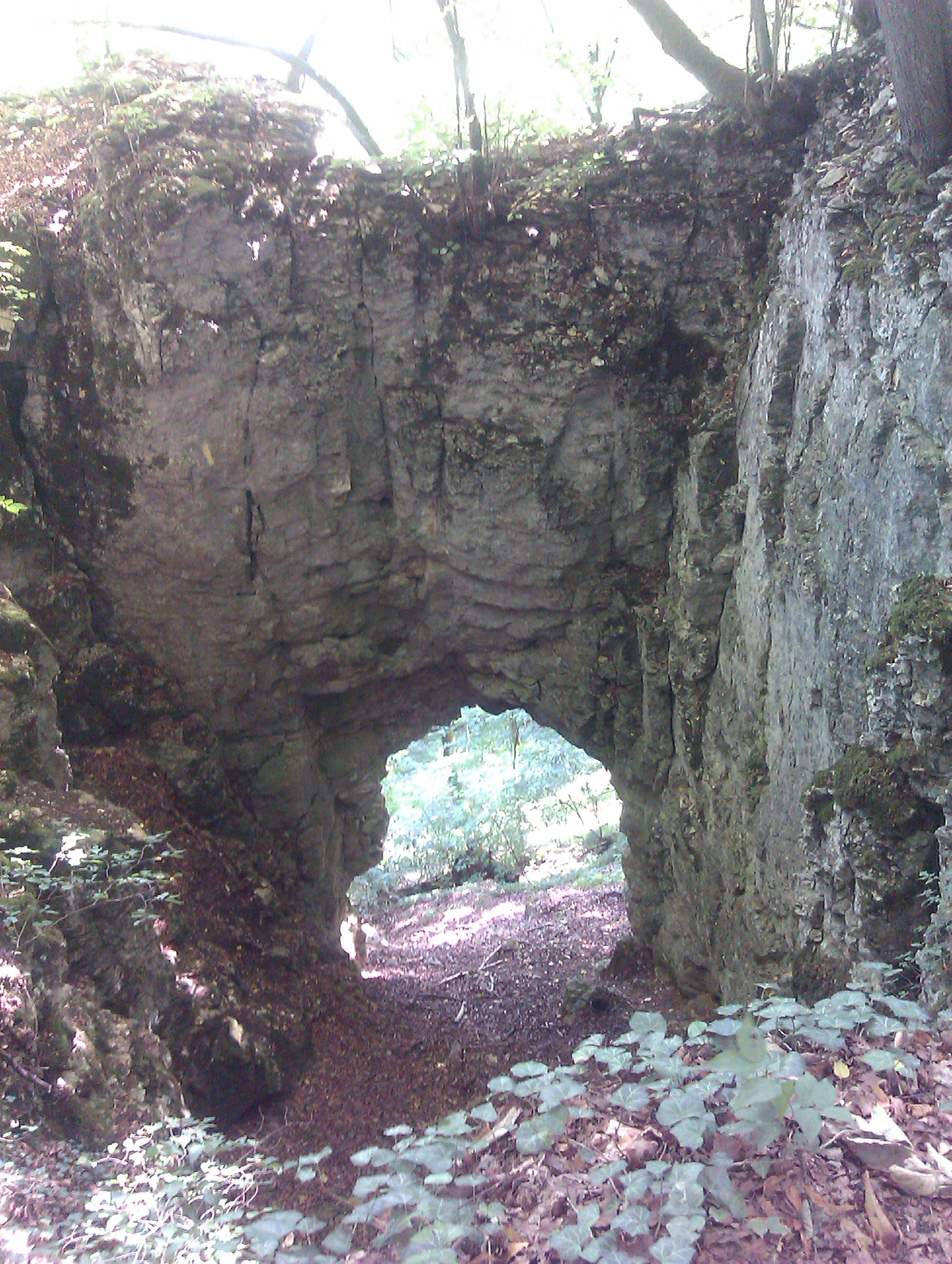
ケッセルフィンケンロッホ
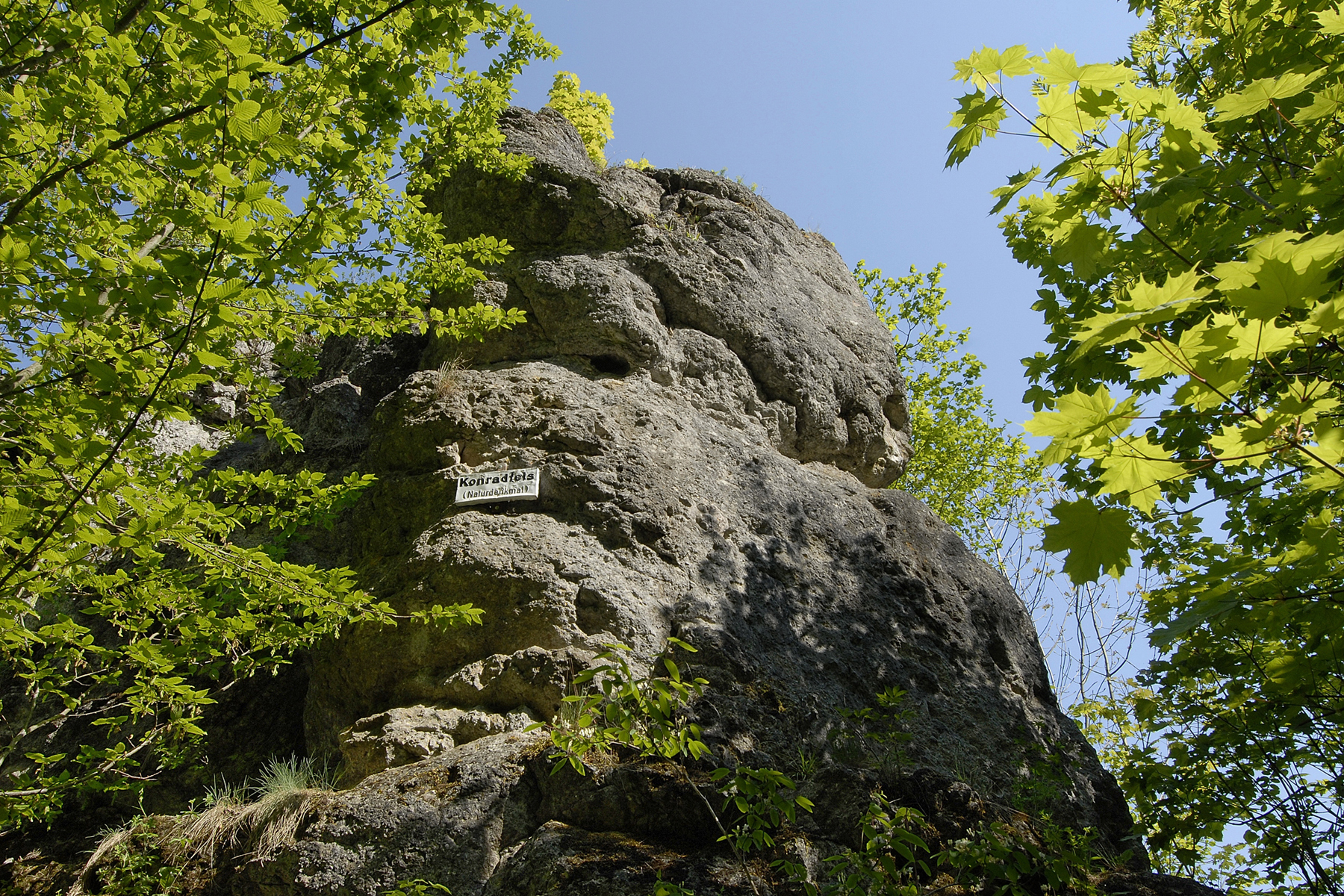
コンラートフェルス
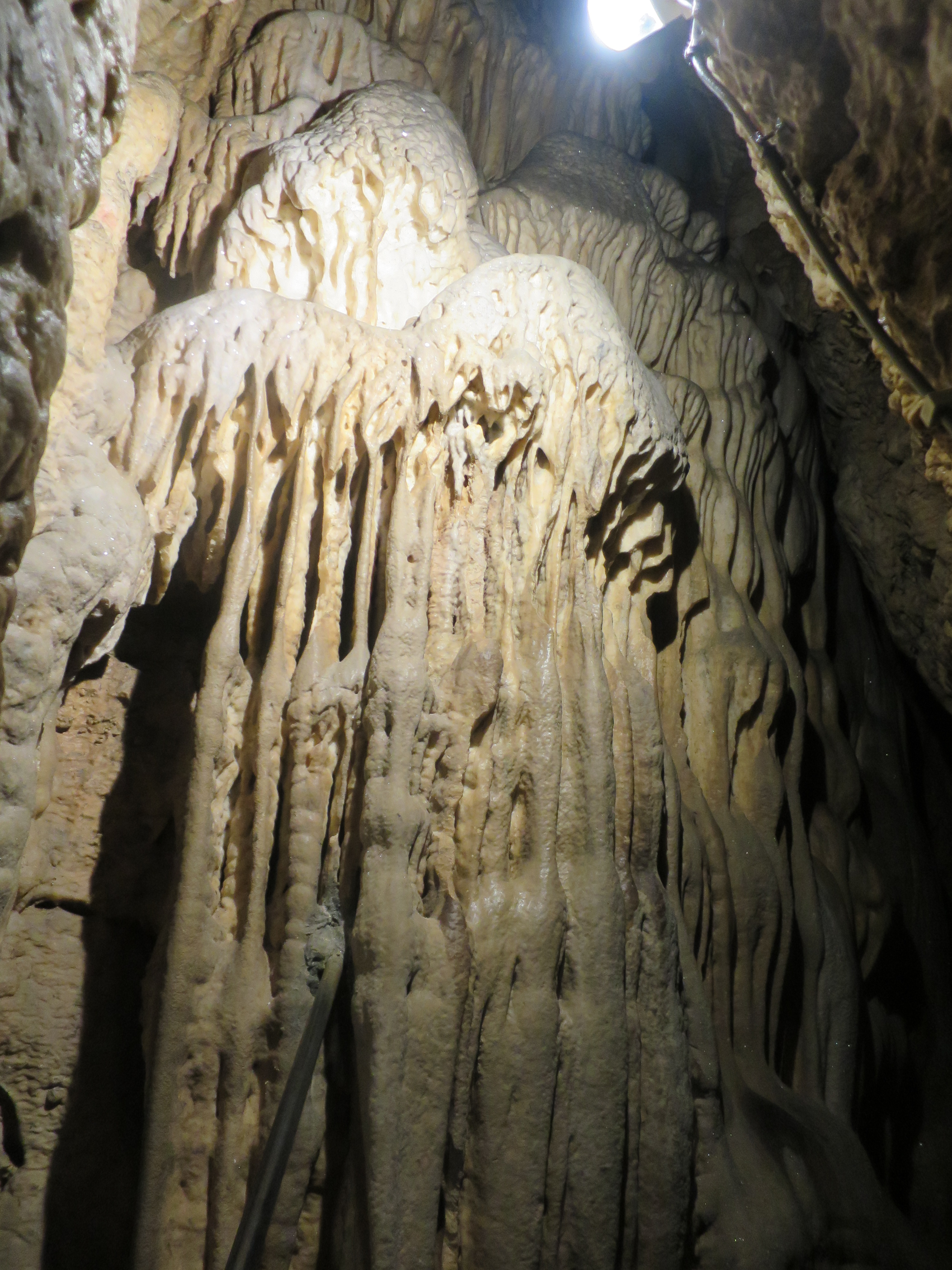
グースマンス洞窟の鍾乳石
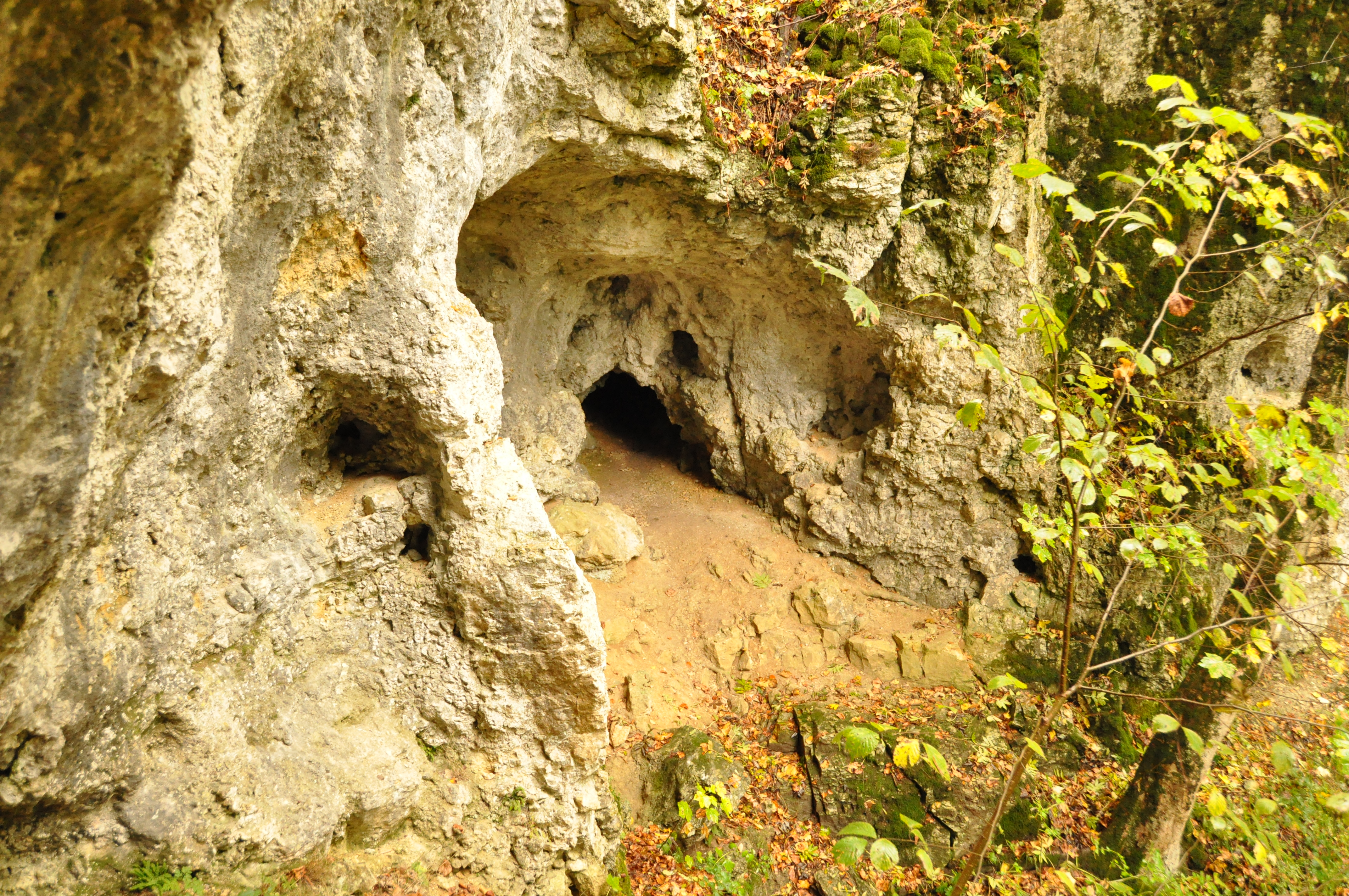
ヴォルフスシュルフト洞窟

### スポーツ
最も重要なスポーツクラブが、TSVオーバーレニンゲン、TVウンターレニンゲン、TVグーテンベルク、TSVショプフロホである。ハンドボール部門がベツィルクスリーガに参戦しているSGレニンゲンは地域を超えて知られている。
ショプフロホ地区のスキーセンター・プフルプではスキーリフトを備えており、ウィンタースポーツが楽しめる。
レニンガー・タールは、スポーツクライミングの優れた機会を提供しており、シュヴェービシェ・アルプの注目すべきクライミング地域の1つである。周辺の石灰岩の岩山には、ほとんどあらゆる難易度に対応した数多くのルートが設定されている。これらのルートや登攀が許可された岩山は、多くの刊行物で紹介されている。自然保護条例により、登攀は1年のうち決められた月だけに限定されている。
レニンゲンは、ドイツで最も人気がある広域遊歩道の1つで、アルプトラウフ沿いにドナウヴェルトからトゥットリンゲンに至るアルプシュタイク（シュヴェービシェ＝アルプ＝ノルトラントヴェークあるいは HW1とも呼ばれる）、およびアーレンからトゥットリンゲンまで6つの区間に分けられたマウンテンバイクやグラーベルバイク向けの広域自転車道であるアルプ＝クロッシングの麓部分に位置している。

## 人物

### ゆかりの人物
- リン・カツマイアー（ドイツ語版、英語版）（2006年 - ）シットスキーおよびパラ・バイアスロン選手。レニンゲンで育ち、住んでいる。

## 関連図書
- Achim Pasold, Ronald Nordmann, ed (2007). Kletterführer Lenninger Alb (7 ed.). Panico-Alpinverlag. ISBN 978-3-926807-72-4
- Landesarchiv Baden-Württemberg i. V., Landkreis Esslingen, ed (2009). Der Landkreis Esslingen, Band 2. Ostfildern: Jan Thorbecke Verlag. p. 135. ISBN 978-3-7995-0842-1